# Taipei-1
Taipei-1是由Nvidia建置位於高雄市亞洲新灣區（高雄軟體園區）的超級電腦，算力為22.3 PFlop/s，在2024年6月發布的TOP500世界五百大超級電腦排名中，排名第38名，計劃初始計畫地點為台北，故名Taipei-1，但後改建置於現址。著重於Generative AI、Digital Twin、大型語言模型、物理資訊神經網路、量子計算模擬、藥物發現、醫療保健等。

## 規格
128顆Xeon Platinum 8480C 56C 2GHz，採用Ubuntu 22.04系統，由64台NVIDIA DGX H100建構的DGX SuperPOD，共512個H100 GPU

## 資料來源
1. ↑  .   [2024-06-11]. （原始内容存档于2025-02-09）.
2. ↑  .   [2024-06-11]. （原始内容存档于2024-09-08）.
3. ↑   (PDF).   [2024-06-11]. （原始内容存档 (PDF)于2024-05-23）.

## 外部連結
- （英文） TAIPEI-1 - NVIDIA DGX H100, XEON PLATINUM 8480C 56C 2GHZ, NVIDIA H100, NVIDIA INFINIBAND NDR （页面存档备份，存于）